# Victor Müller
Victor Müller   (Frankfurt del Main, 29 de març de 1829 - Múnic, 21 de desembre de 1871) va ser un pintor alemany.

## Biografia
Müller va néixer a la Ciutat Lliure de Frankfurt. Començant els seus estudis artístics amb Steinle a l’escola d'art de Frankfurt, els va continuar a Anvers i finalment se'n va anar a París (1849), on es va quedar durant 11 anys, estudiant amb diligència els mètodes i les maneres de Thomas Couture, Eugène Delacroix i Gustave Courbet. Es va convertir en un seguidor de Courbet, la tècnica del qual, al revés de la de Couture, va adoptar i, posteriorment, va ajudar a promocionar a Alemanya.
L'any 1858 va tornar a Frankfurt, on aviat va cridar l'atenció amb una sèrie de quadres, de concepció totalment realista i de gran encant colorista, però poc entesos per un públic acostumat a la tendència sentimental de l'escola de Düsseldorf d'aquella època. Per tant, es va traslladar a Múnic l'any 1866, on s'apreciaven més les sortides revolucionàries del tractament tradicional com la Nimfa de la fusta adormida (1863). Per al castell de Kronberg al Taunus, va pintar una sèrie d'escenes de la història del baró Hartmuth von Kronberg. També va produir el seu famós Hero und Leander.
Després d'aquestes obres van venir Hamlet mit Horatio auf dem Friedhof ('Hamlet amb Horaci al cementeri'), Ophelia am Bach ('Ofèlia al costat del riu'), Romeo und Julia i la seva darrera i inacabada obra, Faust auf dem Spaziergang ('Faust en un passeig'). Entre les seves altres obres hi ha Waldnymphe (Nimfa de la fusta),  Tannhäuser im Venusberg, Landschaftsszene aus Victor Hugos Les misérables ('Un paisatge dels Miserables de Victor Hugo'). La seva darrera imatge acabada va ser Blumenmädchen ('La noia de les flors').
Totes les seves obres es distingeixen per un cert caràcter literari o poètic que atreu a la fantasia com un ritme de música lírica, encara que el color de vegades va en la seva vivacitat fins al límit de l'extravagància.
Es va casar amb Ida Scholderer, la germana d’Otto Scholderer, el 1868.

## Llegat
La seva influència com a colorista es va deure no només a la introducció de l'element tonal a les pintures de l’Escola de Mùnic, sinó també a la concepció més real dels personatges històrics i a una observació més sana de la natura entre la generació més jove d'artistes.

## Galeria

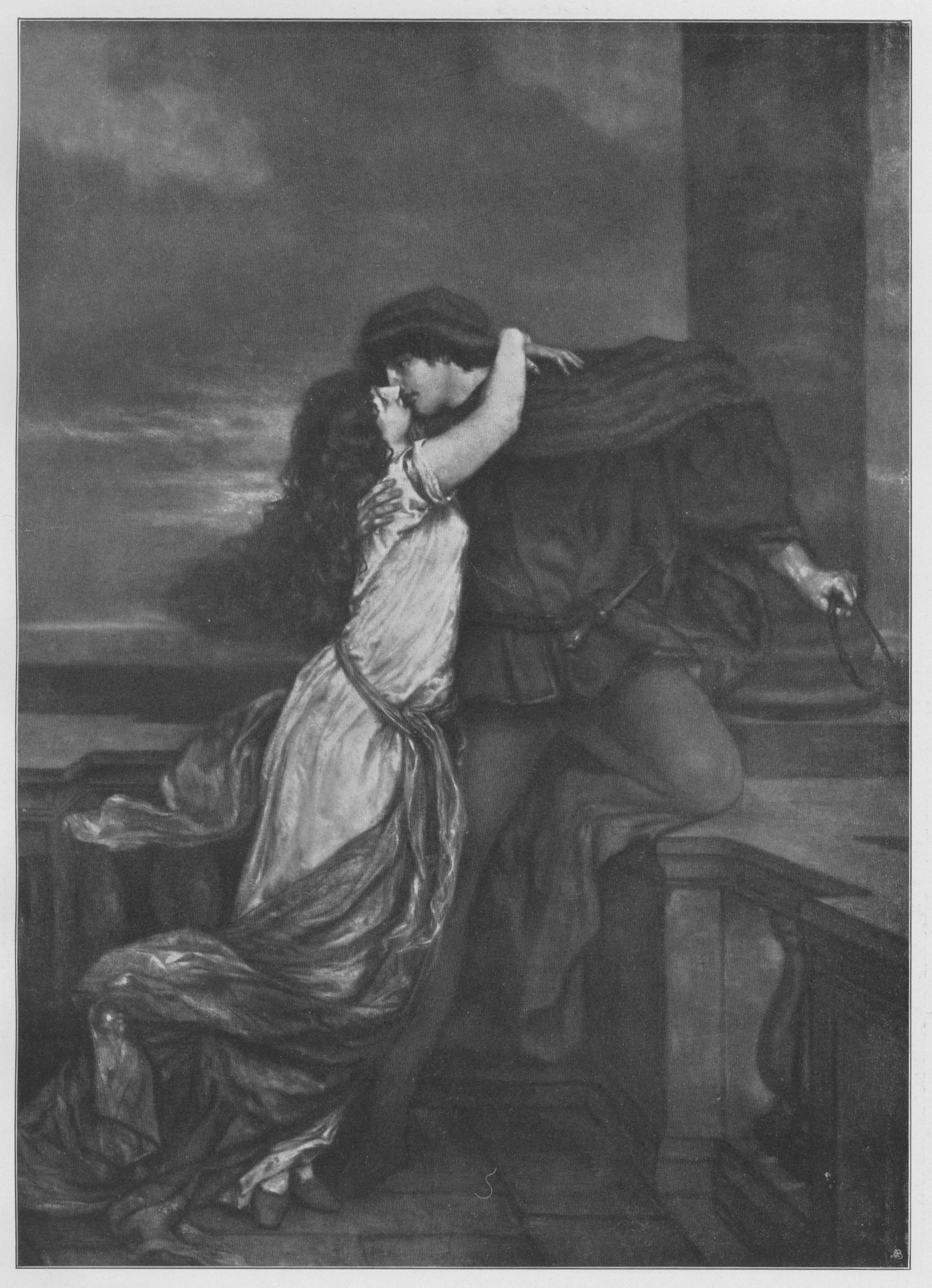
Romeu i Julieta
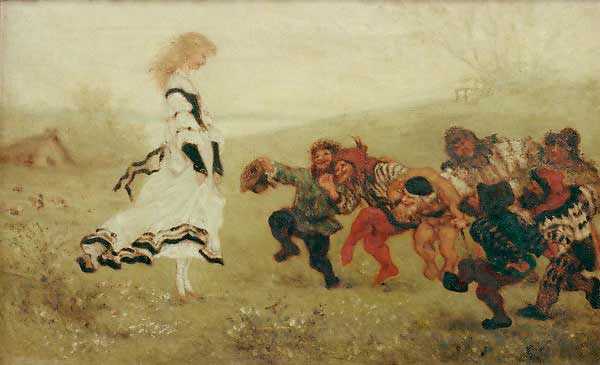
Blancaneus amb els set nans